# Meslila
Meslila é um assentamento na comuna de Ouled Khoudir, no distrito de Ouled Khoudir, província de Béchar, Argélia. O assentamento está cercado pelas dunas do Grand Erg Occidental.